# Changuimun
Jahamun, Buksomun
Changuimun, Jahamun ou Buksomun (littéralement « petite porte du Nord ») est l'une des huit portes de la muraille de Séoul, en Corée du Sud, qui entouraient la ville sous la dynastie Joseon.

## Histoire
La première construction date de 1396. Avec Hyehwamun, la porte du Nord-Est, Changuimun était la principale porte pour ceux qui quittaient la ville 
de Séoul intra muros, alors connue sous le nom de Hanyang (한양, 漢陽), pour voyager vers le Nord (Sukjeongmun, la porte du Nord, avait une fonction essentiellement cérémonielle). Le pavillon en bois au-dessus de Changuimun brûla au cours des invasions japonaises de la Corée du XVIe siècle mais fut reconstruit en 1740 ou 1741. Le pavillon est actuellement le plus ancien de ceux des « quatre petites portes » (사소문) de la muraille de Séoul.

## La porte aujourd'hui
Changuimun est située dans l'arrondissement de Jongno-gu. Les visiteurs ont accès à l'avant et à l'arrière de la porte ainsi que sous la porte elle-même. Ils peuvent également observer le pavillon en bois situé au-dessus de la porte mais n'y ont pas accès.
Changuimun est la seule des quatre petites portes qui est toujours dans son état d'origine.
La charpente en bois de l'intérieur de la porte est décorée avec des poulets, considérés comme ennemis des centipèdes. Ceci contraste avec Hyehwamun, dont la charpente est décorée avec des phénix, ennemis des petits oiseaux.
À proximité de Changuimun se trouvent les mémorials du général Choi Gyu-sik et de l'officier Jung Jong-su, décédés en défendant la Corée du Sud pendant le Blue House Raid (en) du 21 janvier 1968.